# José Carlos Ferreira Filho
José Carlos Ferreira Filho (Maceió, 24 de abril de 1983), mais conhecido como Zé Carlos, é um ex-futebolista brasileiro que atuava como centroavante.

## Carreira

### Cruzeiro
No dia 13 de abril de 2009, diretoria do Cruzeiro anunciou a contratação do atacante. Já no dia 12 de julho, Zé Carlos bateu o recorde de expulsão mais rápida do futebol brasileiro. Quando defendia o Cruzeiro, em jogo válido pelo Campeonato Brasileiro contra o Atlético Mineiro, o jogador foi expulso aos sete segundos de partida, após dar uma cotovelada no rosto de Renan Teixeira.

### Criciúma
Em maio de 2011, foi contratado pelo Criciúma para a Série B do mesmo ano. O jogador foi o artilheiro da equipe no campeonato, com 13 gols em 22 partidas. Levou sete cartões amarelos e um vermelho.
No dia 5 de abril de 2012, na partida entre Criciúma e Atlético-PR pela Copa do Brasil, o jogador marcou um gol polêmico, aos 19 minutos do segundo tempo. Zé Carlos usou a cabeça para tirar a bola que estava na mão do goleiro Vinícius, dominou e marcou de forma irregular, mas que foi validado pela arbitragem.
No dia 10 de abril de 2012, Zé Carlos foi afastado pela diretoria, por dar declarações polêmicas sobre a equipe. Já no dia 16, após uma conversa entre o jogador e a direção, o atleta foi reintegrado ao elenco.
Zé Carlos no ano de 2012 entrou para a história da Série B como o jogador a marcar mais gols em uma única edição, com 27 gols, superando os até então recordistas Uéslei, do Bahia, que em 1999 marcou 25 gols, e Alessandro, do Ipatinga, que em 2007 também marcou 25 gols.
Ainda pelo Criciúma em 2013 Zé Carlos fez no começo 3 gols em 4 jogos pelo campeonato catarinense na estreia a equipe fez nada maís e nada menos que um 6 x 0 numa equipe do oeste do estado naquele ano o Criciúma foi campeão catarinense tendo então sido campeão pelo clube

### China e Emirados Árabes
Após uma grande passagem pelo Tigre, acertou com o Changchun Yatai, da China, em fevereiro de 2013.
Em junho de 2013, Zé Carlos rescindiu o contrato com o Changchun Yatai, da China para assinar com Sharjah, dos Emirados Árabes.
Logo após a passagem apagada na sua volta ao Criciúma em 2014, ele rescindiu contrato e assinou com o CRB, seu clube de coração.

### CRB

#### 2015
Foi contratado pelo CRB para ser a grande referência no ataque da equipe regatiana. Desencantou na partida contra o maior rival do galo, o CSA, marcando um gol na vitória de sua equipe por 2–1 de virada. Apesar de ter estado em baixa durante o Campeonato Alagoano de 2015, marcou um gol na final contra o Coruripe, conquistando o título pelo CRB. 
Após o Estadual, "Zé do Gol" Desencantou somente na quinta rodada da Série B contra o Macaé, onde marcou um hat-trick na vitória regatiana por 3–0 no Trapichão. A partir daí não parou mais e fez muitos outros gols na campanha do CRB. Voltou a marcar um hat-trick na vitória também de 3–0 sobre o Paysandu. Ainda para citar outras boas atuações do artilheiro na Série B, ele marcou dois gols na vitória sobre o Santa Cruz por 3–2 e Mmais dois na importante goleada sobre o Atlético Goianiense por 4–1 que tirou todas as possibilidades matemáticas do Galo ser rebaixado para a terceira divisão ainda com quatro rodadas de antecedência. 
Zé terminou a Série B de 2015 como artilheiro da competição, com 19 gols, e além disso foi o artilheiro do CRB na temporada com 22 gols ao todo. Em consequência disso o CRB terminou a Série B em 11° colocado com 54 pontos, sendo esta a melhor campanha do clube na competição, superior até mesmo a de 2007, onde o clube terminou em 7° colocado.
Após o fim da temporada 2015, Zé recebeu muitas propostas de clubes da Série A, principalmente do Botafogo, que buscava um centroavante para reforçar o elenco do clube para fazer uma boa campanha em seu retorno à primeira divisão.

#### 2016
No início de 2016 assinou com o Arjman, do Catar. Em maio desse mesmo ano, acertou seu retorno ao seu clube do coração, CRB, mas só poderá estrear em junho por causa da janela de transferências. Fez sua reestreia pela equipe regatiana no dia 28 de junho de 2016, numa partida contra o Joinville, pela Série B, onde marcou o primeiro gol da vitória do CRB por 3–1. Marcou mais um na vitória sobre o Tupi por 3–0 que colocou o Galo na segunda colocação da Série B. Após retornar da partida contra o Paysandu em Belém, Zé Carlos se envolveu em polêmica, sendo acusado de agredir uma mulher em um bar na capital alagoana. O atacante foi punido tendo 10% de seu salário descontado. Voltou a marcar no empate contra o Ceará por 1–1 fora de casa em partida válida pela 21ª rodada do Brasileirão B. Marcou mais dois no emocionante empate contra o Bahia, no Rei Pelé por 2–2 em partida válida pela 27ª rodada do Brasileirão Série B. Fez mais dois na derrota para o Paraná por 5–3 na Vila Capanema, em partida válida pela 30ª rodada da Série B. Na rodada seguinte marcou os dois gols da vitória sobre o favorito Vasco da Gama por 2–1, em pleno São Januário, na vitória que recolocou de vez o Galo na luta pelo acesso. Zé encerrou a temporada marcando nove gols pelo CRB na Série B e não teve seu contrato renovado com o clube que terminou a competição em 7° colocado.

### Santa Cruz e Fortaleza
No dia 9 de janeiro de 2017, o Santa Cruz anunciou o experiente Zé Carlos que chegava para ser a grande referência do ataque tricolor.

| “ | Acho que o torcedor do Santa é apaixonado. Isso foi uma das coisas que mexeu comigo. Gosto de jogar em um clube de massa, que tem torcida, que puxa o jogador e cobra também. O torcedor pode ter certeza que o que pode esperar de mim é muita força de vontade, muitos gols, vencer e marcar historia no Santa, então é uma satisfação muito grande ir para o Santa. Chego com pensamento de marcar historia” ressaltou o atleta. | ” | Deixou o clube dez dias depois, alegando problemas pessoais.
Depois de anunciar sua saída do Santa Cruz por problemas pessoais, o Fortaleza anunciou a vinda do atleta.
Logo em sua estreia pelo clube, no dia 12 de fevereiro de 2017, o atacante marcou, aos 45 minutos do 2º tempo, o gol da vitória do Fortaleza sobre o Moto Club, do Maranhão, pela Copa do Nordeste. Voltou a marcar novamente contra o Moto Club no empate por 1–1, em partida válida pela quarta rodada da Copa do Nordeste.
Após o fracasso no Campeonato Cearense, Zé Carlos deixou o Fortaleza.

No dia 11 de janeiro de 2020, aos 36 anos, anunciou que defenderia o São Bernardo na Série A2 do Campeonato Paulista.

Porto
- Campeonato Português: 2002–03
- Taça de Portugal: 2002–03
- Supertaça de Portugal: 2003
- Liga Europa da UEFA: 2002–03
- Copa BES: 2002–03

Ulsan Hyundai
- Liga dos Campeões da AFC: 2005

Jeonbuk Hyundai Motors
- Liga dos Campeões da AFC: 2006

Cruzeiro
- Campeonato Mineiro: 2009

- CRICIÚMA*

Campeão catarinense 2013
CRB
- Campeonato Alagoano: 2015

1. 
2. 
3. 
4. 
5. 
6. 
7. 
8. 
9. 
10. 
11. 
12. 
13. 
14. 
15. 
16. 
17. 
18. 
19. 

- «Zé Carlos». no Soccerway